# Panama (Prison Break)
Panama este al  20-lea episod din sezonul al 2-lea al serialului de televiziune Prison Break.